# Гармаш, Юрий Тимофеевич
Юрий Тимофеевич Гармаш (род. 22 февраля 1947, с. Ковалёвка, Полтавская область) — советский и украинский кинооператор, Заслуженный деятель искусств Украины (2008).

## Биография
Окончил операторский факультет ВГИКа (курс Б. Волчека (1971).
Работал осветителем Харьковской студии телевидения. С 1972 — оператор-постановщик Киевской киностудии имени А.Довженко.
С февраля 2009 г. — преподаватель Киевского Международного Университета, факультет Кино-телеискусства.

## Признание и награды
- Премия «Золотая Юла» За вклад в развитие украинского кино (2019)
- Заслуженный деятель искусств Украины (2008)
- Главный приз кинофестиваля «Молодость» (1979)
- Орден «За заслуги» ІІІ степени (2021)[2]

## Фильмография
- 1973 — Новоселье
- 1975 — Среди лета
- 1975 — Я — Водолаз 2
- 1978 — Алмазная тропа
- 1978 — Накануне премьеры
- 1979 — Вавилон ХХ
- 1980 — Алые погоны
- 1981 — Такая поздняя, такая тёплая осень
- 1982 — Инспектор Лосев
- 1982 — Сто первый
- 1983 — Петля
- 1986 — Где-то гремит война
- 1987 — Рыжая фея
- 1989 — Небылицы про Ивана
- 1991 — Изгой
- 1991 — Не стреляйте в меня, пожалуйста
- 1992 — Короткое дыхание любви
- 1993 — Способ убийства
- 1997 — Седьмой маршрут
- 1998 — Иван Тризна
- 2000 — Выбор
- 2000 — Тайны Киево-Печерской лавры
- 2000 — Чёрная комната
- 2001 — Маленькое путешествие на большой карусели
- 2003 — Моя родня
- 2004 — Бальзаковский возраст, или Все мужики сво…
- 2004 — Всегда говори «Всегда»-2
- 2005 — Адвокат-2
- 2006 — Опера. Хроники убойного отдела2
- 2006 — Прииск
- 2007 — Садовник
- 2007 — Чёрный снег
- 2008 — Лёд в кофейной гуще
- 2008 — Реквием для свидетеля
- 2010 — Русский шоколад
- 2019 — Пассажир из Сан-Франциско